# Szerb (település)

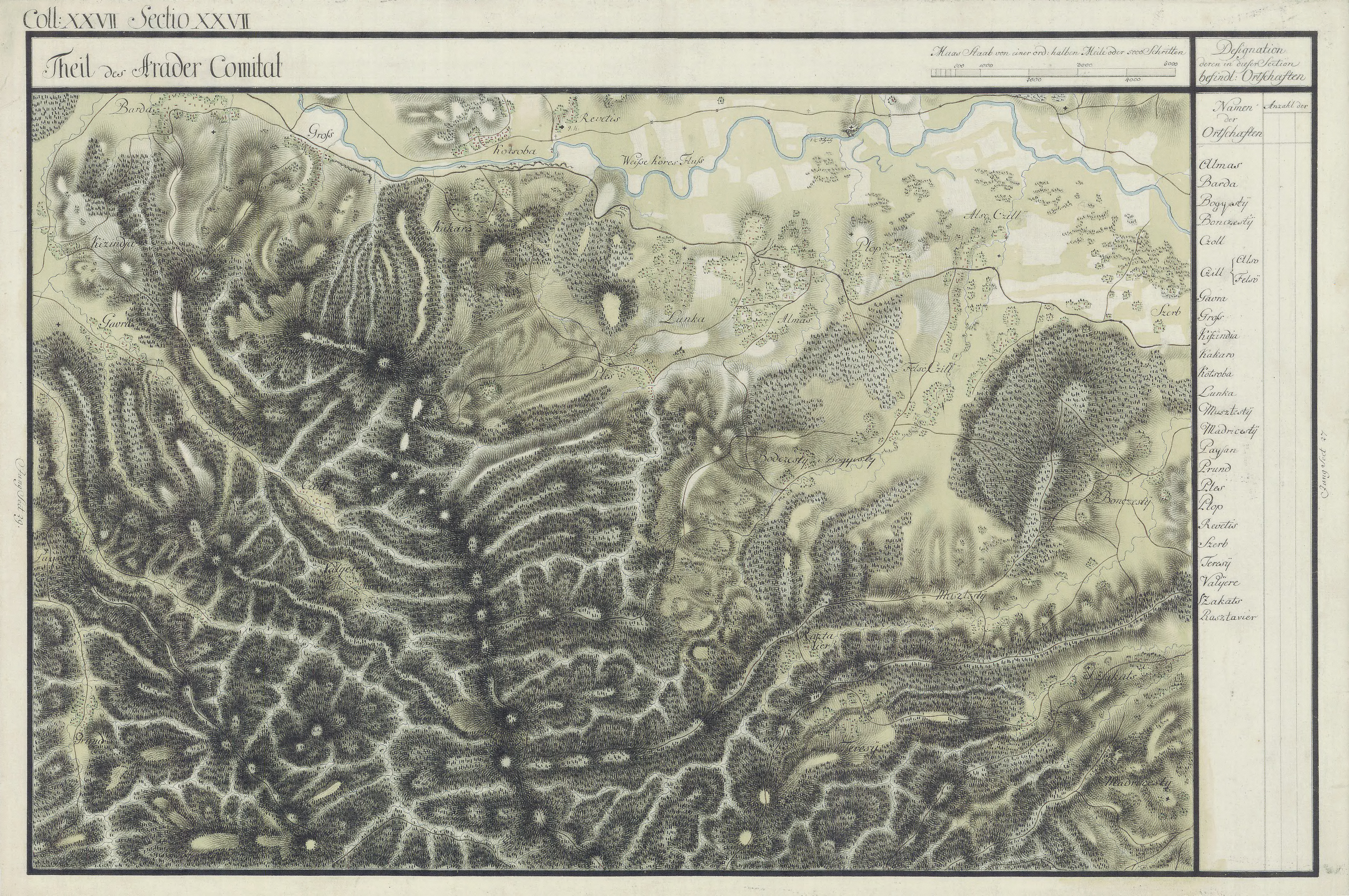
Szerb település egy régi térképen.

Szerb (Sârbi) település Romániában, a Partiumban, Arad megyében.

## Fekvése
Nagyhalmágytól keletre, Kishalmágy és Felsővidra közt fekvő település. A település házai szétszórtan, rendezetlenül állanak. Falurészek: Hăşesd, Stefesti.

## Története
Szerb nevét 1561-ben említette először oklevél Ráczfalva néven. 1746-ban Szerb, 1808-ban Szirb, Raissendorf, Szirbul, 1888-ban Szirb (Ráczfalva) 1913-ban Szerb néven írták.
1561-ben Gyulay Ferenc kapta, 1732-ben Raynald modenai herceg tulajdona lett.
1851-ben Fényes Elek írta a településről: „Szerb, Arad vármegyében, Buttyin fiókja, hegyek, erdők közt, 5 katholikus, 428 óhitü lakossal, s anyatemplommal.”
1910-ben 730 lakosából 727 görögkeleti ortodox, román volt.
A trianoni békeszerződés előtt Arad vármegye Nagyhalmágyi járásához tartozott.
Lakói románok, akik főként földműveléssel és állattenyésztéssel foglalkoznak.